# Ribchester
Ribchester est un village et une paroisse civile dans le district de Ribble Valley, Lancashire.

## Histoire
Le casque de Ribchester, artéfact romain de la fin du Ier siècle ou du début du IIe siècle, a été découvert à Ribchester en 1796. Il est exposé au British Museum.